# Clasificatorio de Conmebol al Campeonato Sudamericano 1967
El repechaje de Conmebol clasificatorio al Campeonato Sudamericano 1967 (hoy llamado como Copa América) fue la instancia que determinó que dos de cuatro selecciones afiliadas a la CONMEBOL debían eliminarse entre sí para clasificar al Campeonato Sudamericano 1967 en Uruguay.
Chile y Paraguay fueron las selecciones que finalmente se pudieron clasificar al Campeonato Sudamericano 1967, tras eliminar en partidos de ida y vuelta a Colombia y Ecuador.

## Antecedentes
Desde su primera edición solamente las selecciones que se afiliaban a la CONMEBOL clasificaban automáticamente al Campeonato Sudamericano. Hasta la edición 1963, ya habían participado nueve selecciones en el torneo (todas ellas afiliadas a la CONMEBOL) las cuales se habían clasificado automáticamente con tan solo afiliarse (las cuales eran Argentina, Bolivia, Brasil, Chile, Colombia, Ecuador, Paraguay, Perú y Uruguay). Si bien en algunas ediciones anteriores a ésta, algunas selecciones afiliadas a la CONMEBOL decidieron no participar debido a diversos motivos, nunca antes se había utilizado el sistema de clasificación al torneo (eliminatorias).
Para la edición 1967 se había decidido que el país organizador sería Uruguay y que las nueve selecciones afiliadas a la CONMEBOL participarían en el torneo; sin embargo, Brasil y Perú decidieron no participar, con lo cual el número de participantes se redujo a siete, entonces se decidió que el torneo se jugaría con siete equipos; pero antes de que el torneo se realizara, Venezuela decidió participar en el torneo por primera vez (haciendo su debut en éste), con lo cual el número de participantes fue aumentado a ocho. Entonces la CONMEBOL decidió que el número de participantes fuera de seis equipos, y para eso, se estableció que debían realizarse unas clasificatorias para poder clasificarse, para recién poder participar en el torneo.
Se había decidido que Uruguay fuera excluido de jugar las eliminatorias por ser el anfitrión, y que Venezuela por ser la debutante también fuera excluida de participar en las eliminatorias; con lo cual ambas selecciones se clasificaban automáticamente al torneo. De las otras seis selecciones restantes (Argentina, Bolivia, Chile, Colombia, Ecuador y Paraguay), se decidió que serían cuatro las selecciones escogidas para jugar las eliminatorias, mientras que las dos selecciones que no hayan sido elegidas clasificarían automáticamente al torneo. Esto se decidió mediante un sorteo, para ver quienes tendrían que jugar el repechaje para poder clasificarse y recién poder participar en el torneo.
Luego de la realización del sorteo, las selecciones de Chile, Colombia, Ecuador y Paraguay fueron las escogidas para jugar las eliminatorias; mientras que Argentina y Bolivia clasificaban automáticamente al torneo, debido a que no fueron elegidas para jugar las clasificatorias. De las cuatro selecciones escogidas para jugar el repechaje, solo dos clasificarían al torneo.
Tras un sorteo se decidió quienes se enfrentarían entre sí, al final se definió que Chile y Colombia se enfrentarían entre sí, y por último Ecuador y Paraguay se enfrentarían entre sí. Las eliminatorias se jugarían en partidos de ida y vuelta, y las selecciones que tengan más puntos y mejor diferencia de gol clasificarían al torneo.
La CONMEBOL recibió críticas por realizar estas eliminatorias, debido a que las selecciones eliminadas argumentaron que su realización era innecesaria, ya que no había necesidad de realizarlas, debido a que el torneo podía realizarse con total normalidad con ocho selecciones.

## Reglamento
- Las selecciones elegidas para jugar las eliminatorias serán Chile, Colombia, Ecuador y Paraguay.
- De los cuatro equipos participantes, solo serán dos los clasificados al Campeonato Sudamericano 1967.
- Las selecciones serán agrupadas en dos grupos de dos equipos cada uno.
- El Grupo 1 estará conformado por Chile y Colombia, mientras que el Grupo 2 estará conformado por Ecuador y Paraguay.
- Las eliminatorias se jugarán en partidos de ida y vuelta, y el primero de cada grupo clasificará al Campeonato Sudamericano 1967.

## Árbitros
- Arturo Yamasaki.
- Duval Goicoechea.
- César Orozco.

## Resultados

### Grupo 1
| Equipo   | PTOS | PJ | PG | PE | PP | GF | GC | DG |
| -------- | ---- | -- | -- | -- | -- | -- | -- | -- |
| Chile    | 3    | 2  | 1  | 1  | 0  | 5  | 2  | +3 |
| Colombia | 1    | 2  | 0  | 1  | 1  | 2  | 5  | –3 |

| 30 de noviembre de 1966 | Chile                                                        | 5:2 (3:0) | Colombia               | Estadio Nacional, Santiago                                         |                                                                    |
|                         | Araya 7' · Campos 23' · Prieto 40' (pen.) 49' · Saavedra 61' | Reporte   | 71' Gamboa · 72' Cañón | Asistencia: 80 000 espectadores Árbitro(s): Arturo Yamasaki (Perú) | Asistencia: 80 000 espectadores Árbitro(s): Arturo Yamasaki (Perú) |

| 11 de diciembre de 1966                                                                                                  | Colombia | 0:0     | Chile | El Campín, Bogotá                                                  |                                                                    |
| |          | Reporte |       | Asistencia: 17 000 espectadores Árbitro(s): Arturo Yamasaki (Perú) | Asistencia: 17 000 espectadores Árbitro(s): Arturo Yamasaki (Perú) |
| Chile clasifica al Campeonato Sudamericano 1967 al obtener un resultado global de 5 a 2, y al ganar 3 a 1 en los puntos. |          |         |       |                                                                    |                                                                    |

| Bandera de Colombia | vs. | Bandera de Chile |
| Colombia 2 0        | vs. | Chile 5 0        |
| ------------------- | --- | ---------------- |

| Puntos Colombia 1 - 3 Chile |

| Global Colombia 2 - 5 Chile |

#### Alineaciones

##### Ida
|  | Chile 5 | Colombia 2 |

| CHILE:                        |
| Juan Olivares                 |
| Víctor Adriazola              |
| Humberto Cruz                 |
| Hugo Villanueva               |
| Elías Figueroa                |
| Roberto Hodge                 |
| Ignacio Prieto 40' (pen.) 49' |
| Pedro Araya 7'                |
| Rubén Marcos 9'               |
| Carlos Campos 23' 59'         |
| Manuel Saavedra 61'           |
| Alejandro Scopelli (DT)       |
| Cambios:                      |
| Osvaldo Castro 9'             |
| Julio Gallardo 59'            |

| COLOMBIA:               |
| Heriberto Solís         |
| Óscar López             |
| Hermenegildo Segrera    |
| Hugo Márquez            |
| Bernardo Valencia       |
| Arturo Segovia          |
| Favio Cadavid           |
| Mario Agudelo           |
| Delio Gamboa 71'        |
| Jorge Ramírez Gallego   |
| Alfonso Cañón 72'       |
| César López Fretes (DT) |

##### Vuelta
|  | Colombia 0 | Chile 0 |

| COLOMBIA:                |
| Heriberto Solís          |
| Óscar López              |
| Hermenegildo Segrera 76' |
| Hugo Márquez             |
| Bernardo Valencia        |
| Efraín Castillo          |
| Favio Cadavid            |
| Mario Agudelo            |
| Delio Gamboa             |
| Jorge Ramírez Gallego    |
| Alfonso Cañón            |
| César López Fretes (DT)  |

| CHILE:                  |
| Juan Olivares           |
| Víctor Adriazola        |
| Humberto Cruz           |
| Hugo Villanueva         |
| Elías Figueroa          |
| Roberto Hodge           |
| Ignacio Prieto          |
| Pedro Araya             |
| Julio Gallardo 76'      |
| Armando Tobar 66'       |
| Osvaldo Castro          |
| Alejandro Scopelli (DT) |
| Cambio:                 |
| Carlos Reinoso 66'      |

### Grupo 2
| Equipo   | PTOS | PJ | PG | PE | PP | GF | GC | DG |
| -------- | ---- | -- | -- | -- | -- | -- | -- | -- |
| Paraguay | 3    | 2  | 1  | 1  | 0  | 5  | 3  | +2 |
| Ecuador  | 1    | 2  | 0  | 1  | 1  | 3  | 5  | –2 |

| 21 de diciembre de 1966 | Ecuador                 | 2:2 (0:0) | Paraguay                       | Estadio Modelo, Guayaquil                                                |                                                                          |
|                         | Carrera 56' · Muñoz 58' | Reporte   | 85' Apodaca · 88' (pen.) Rojas | Asistencia: 47 000 espectadores Árbitro(s): Duval Goicoechea (Argentina) | Asistencia: 47 000 espectadores Árbitro(s): Duval Goicoechea (Argentina) |

| 28 de diciembre de 1966 | Paraguay                     | 3:1 (2:0) | Ecuador   | Estadio Manuel Ferreira, Asunción                               |                                                                 |
| | Mora 7' 10' · Del Puerto 60' | Reporte   | 81' Muñoz | Asistencia: 25 000 espectadores Árbitro(s): César Orozco (Perú) | Asistencia: 25 000 espectadores Árbitro(s): César Orozco (Perú) |
| Paraguay clasifica al Campeonato Sudamericano 1967 al obtener un resultado global de 5 a 3, y al ganar 3 a 1 en los puntos. |                              |           |           |                                                                 |                                                                 |

| Bandera de Paraguay | vs. | Bandera de Ecuador |
| Paraguay 2 3        | vs. | Ecuador 2 1        |
| ------------------- | --- | ------------------ |

| Puntos Paraguay 3 - 1 Ecuador |

| Global Paraguay 5 - 3 Ecuador |

#### Alineaciones

##### Ida
|  | Ecuador 2 | Paraguay 2 |

| ECUADOR:                  |
| Helinho                   |
| Vicente Lecaro            |
| Miguel Bustamante         |
| Luciano Macías            |
| Alfonso Quijano           |
| Fausto Carrera 56'        |
| Carlos Pineda             |
| Jorge Bolaños             |
| Washington Muñoz 58' 62a' |
| Félix Lasso 62b'          |
| Clímaco Cañarte           |
| Fausto Montalván (DT)     |
| Cambios:                  |
| Jaime Delgado Mena 62a'   |
| Bolívar Merizalde 62b'    |

| PARAGUAY:                |
| Artemio Villanueva 78'   |
| Rodolfo Patiño           |
| Vicente Bobadilla        |
| Ricardo González 75'     |
| Eligio Insfrán           |
| Aurelio Martínez         |
| Benigno Apodaca 85'      |
| Juan Carlos Rojas 88'    |
| Arsenio Valdez           |
| Antonio González 67'     |
| Celino Mora              |
| Aurelio González (DT)    |
| Cambios:                 |
| Arístides del Puerto 67' |
| Sergio Rojas 75'         |
| Humberto Núñez 78'       |

##### Vuelta
|  | Paraguay 3 | Ecuador 1 |

| PARAGUAY:                |
| Humberto Núñez           |
| Rodolfo Patiño           |
| Vicente Bobadilla        |
| Sergio Rojas             |
| Eligio Insfrán           |
| Francisco Miranda 60'    |
| Benigno Apodaca          |
| Juan Carlos Rojas        |
| Arsenio Valdez 55'       |
| Arístides del Puerto 60' |
| Celino Mora 7' 10'       |
| Aurelio González (DT)    |
| Cambios:                 |
| Ricardo González 55'     |
| Mercedes Colmán 60'      |

| ECUADOR:              |
| Helinho               |
| Vicente Lecaro        |
| Miguel Bustamante     |
| Luciano Macías        |
| Alfonso Quijano       |
| Héctor Morales 51'    |
| Fausto Carrera 84'    |
| Jorge Bolaños         |
| Washington Muñoz 81'  |
| Félix Lasso           |
| Clímaco Cañarte       |
| Fausto Montalván (DT) |
| Cambios:              |
| Enrique Portilla 51'  |
| Tom Rodríguez 84'     |

## Clasificados al Campeonato Sudamericano Uruguay 1967
| Bandera de Uruguay | Bandera de Venezuela | Bandera de Argentina        |
| Uruguay            | Venezuela            | Argentina                   |
| Organizador        | Debutante            | Clasificado automáticamente |

| Bandera de Bolivia          | Bandera de Chile                  | Bandera de Paraguay               |
| Bolivia                     | Chile                             | Paraguay                          |
| Clasificado automáticamente | Primero del Grupo 1 del Repechaje | Primero del Grupo 2 del Repechaje |

## Tabla general de posiciones
- En negrita los clasficados al Campeonato Sudamericano 1967.

| # | Equipo   | PTOS | PJ | PG | PE | PP | GF | GC | DG |
| - | -------- | ---- | -- | -- | -- | -- | -- | -- | -- |
| 1 | Chile    | 3    | 2  | 1  | 1  | 0  | 5  | 2  | +3 |
| 2 | Paraguay | 3    | 2  | 1  | 1  | 0  | 5  | 3  | +2 |
| 3 | Ecuador  | 1    | 2  | 0  | 1  | 1  | 3  | 5  | –2 |
| 4 | Colombia | 1    | 2  | 0  | 1  | 1  | 2  | 5  | –3 |

## Goleadores
| Jugador              | Selección | Goles |
| -------------------- | --------- | ----- |
| Washington Muñoz     | Ecuador   | 2     |
| Celino Mora          | Paraguay  | 2     |
| Pedro Araya          | Chile     | 1     |
| Carlos Campos        | Chile     | 1     |
| Ignacio Prieto       | Chile     | 1     |
| Manuel Saavedra      | Chile     | 1     |
| Delio Gamboa         | Colombia  | 1     |
| Alfonso Cañón        | Colombia  | 1     |
| Polo Carrera         | Ecuador   | 1     |
| Benigno Apodaca      | Paraguay  | 1     |
| Juan Carlos Rojas    | Paraguay  | 1     |
| Arístides del Puerto | Paraguay  | 1     |